# Гусятинський Анатолій Маркович
Анатолій Маркович Гусятинський (нар. 21 березня 1900, Харків — пом. 29 серпня 1940, Москва) — радянський живописець, графік, плакатист, сценограф.

## Біографія
Народився 8 [21] березня 1900 року в Харкові. У 1911—1917 роках навчався в Полтаві у Комерційному семирічному училищі Олександра Оттовича Байєра, в 1917 році — у художника у Івана М'ясоєдова, з 1918 року у Мане-Каца в Харкові. У 1919–1921 роках викладав в мистецькій студії робітничої молоді в Харкові. В 1923 році переїхав до Москви де навчався у Володимира Фаворського на поліграфічному факультеті Вищих художньо-технічних майстерень.
У 1932–1940 роках викладав у Московському художньому інституті, технічному училищі при Держзнаку, Московському архітектурному інституті. Помер в Москві 29 серпня 1940 року.
Дружина — художниця Фаїна Іллівна Поліщук-Гусятинська (1898, Бердичів — 1968, Москва)

## Творчість
Працював в техніках олійного живопису, темпери, гуаші, акварелі, сангіни. Писав портрети, пейзажі, жанрові композиції. Автор:
- серії гуашей «У радгоспі Адигеї» (1928);

акварелей
- «Феодосія» (1928);
- «Консервний завод. Феодосія» (1934);
- «Дівчина-айсорка» (1936);
- «Баржі на Москві-річці» (1936);
- «Місхор» (1937);

малюнків
- «Автопортрет» (1924);
- «Дівчинка-татарка» (1928);
- «Стара» (1933);

живописних творів
- «Алупка-Сара» (1935);
- «Мімоза» (1938);
- «Блакитний кавник» (1938);
- «Натюрморт з книгою» (1939).

Виконав ескізи декорацій, завіси і костюмів до вистави «Стіна плачу» Лева Мізандронцева в Московському єврейському театрі.
Експонував свої роботи на виставках:
- «Художники РРФСР за XV років» (1932—1934);
- 1-й виставці акварельного живопису московських художників (1937);
- Всесоюзній художній виставці «Індустрія соціалізму» (1939) в Ленінграді і Москві.

Посмертна виставка творів художника пройшла в Москві у 1955 році.
Роботи художника зберігаються в Третьяковській галереї, Російському музеї, Державному музеї образотворчих мистецтв імені О. С. Пушкіна.